# Micrurus dissoleucus
Micrurus dissoleucus là một loài rắn trong họ Rắn hổ. Loài này được Cope mô tả khoa học đầu tiên năm 1860.